# Italienischer Laubfrosch
Der Italienische Laubfrosch (Hyla intermedia) ist eine Amphibienart aus der Gattung der Laubfrösche, die in ganz Italien vom südlichen Tessin in der Schweiz über die Po-Ebene bis Sizilien verbreitet ist. Sie wurde lange Zeit nur als Unterart des Europäischen Laubfrosches (Hyla arborea) betrachtet.

## Merkmale
Der Italienische Laubfrosch ist äußerlich fast nicht vom Europäischen Laubfrosch zu unterscheiden. Er besitzt ein etwas größeres Trommelfell, außerdem beginnt der dunkle Flankenstreifen häufig erst hinter dem Augenhinterrand.

## Verbreitung und Lebensraum

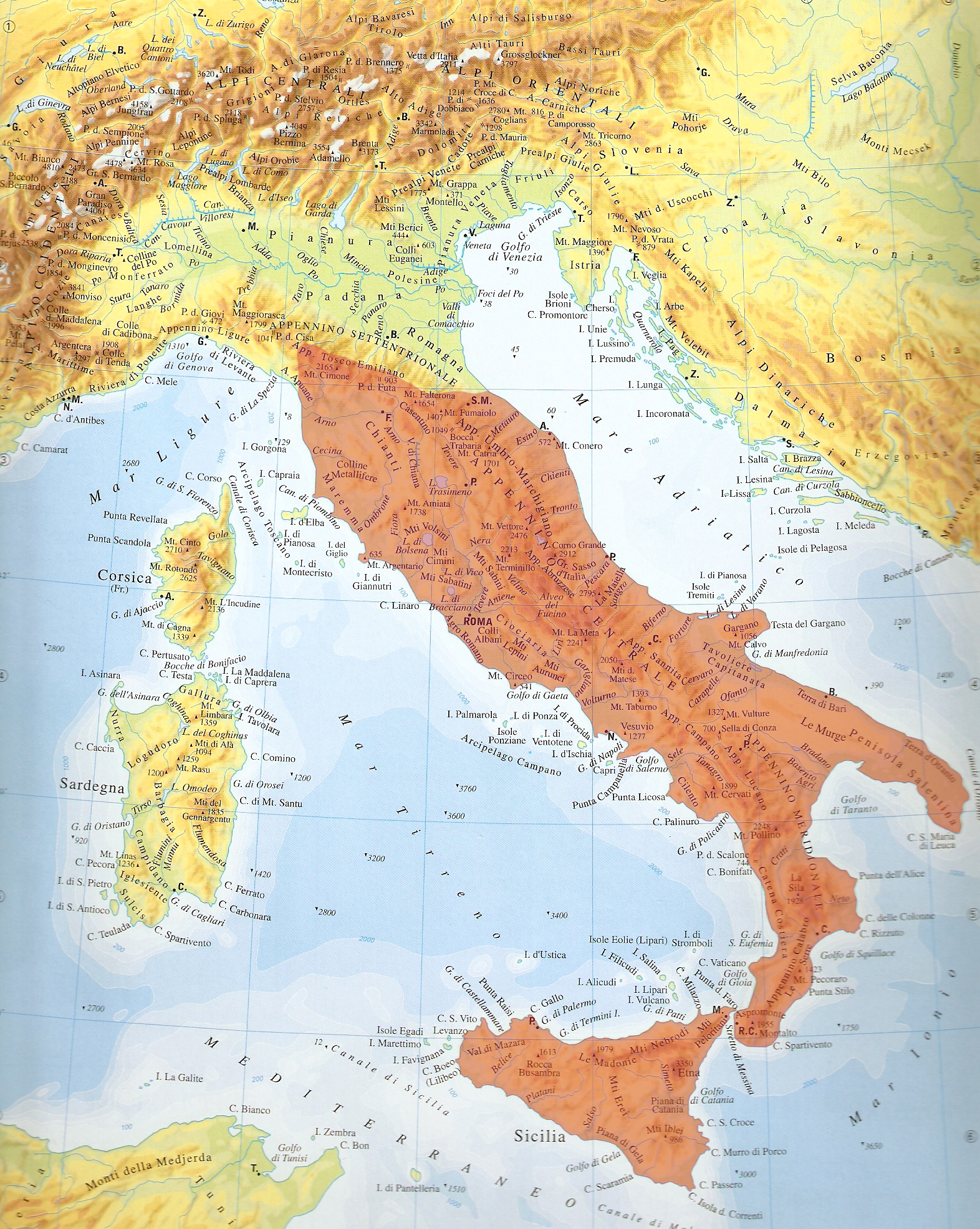
Verbreitungsgebiet in Italien

Das Verbreitungsgebiet des Italienischen Laubfroschs umfasst die gesamte Apennin-Halbinsel vom südlichen Tessin über die Po-Ebene bis Sizilien. Es wird angenommen, dass der Italienische Laubfrosch auch auf dem Staatsgebiet des Kleinstaats San Marino und im Vatikanstaat angetroffen werden kann.
Molekulargenetisch konnten zwei Kladen festgestellt werden, die sich jedoch morphologisch nicht unterscheiden. Die nördlich verbreitete Klade lebt in der Po-Ebene und einigen daran angrenzenden Gebieten (z. B. die Südspitze vom Tessin sowie der äußerste Westen Sloweniens). Im Jahr 2018 wurde diese nördliche Gruppe unter dem Namen Hyla perrini als eigenständige Art beschrieben.
Bei Untersuchungen im Grenzgebiet der beiden Gruppen, das durch den nördlichen Apennin gebildet wird, stellte sich heraus, dass es dort zu einem fließenden Übergang des genetischen Materials der beiden Kladen kommt. Über einen weiten Bereich können die beiden Gruppen auch genetisch nicht eindeutig als kryptische Arten voneinander unterschieden werden. Die Kreuzungsbarriere ist nicht so deutlich ausgebildet, wie es für die Trennung in zwei verschiedene Arten anzunehmen wäre. Auch der Paarungsruf ist nicht unterschiedlich. Die nördliche Art Hyla perrini wurde daher als Unterart Hyla intermedia perrini wieder zum Italienischen Laubfrosch gestellt. Die Nominatform Hyla intermedia intermedia umfasst das Vorkommen südlich der Po-Ebene bis Sizilien.
Der Italienische Laubfrosch (Hyla intermedia) kommt in Höhen von Meeresniveau bis 1855 m vor. Zu Überschneidungen mit dem Areal des Europäischen Laubfrosches kommt es nicht. Die Art bevorzugt waldreiches Tiefland und laicht in kleinen, besonnten Stillgewässern ab.

## Gefährdung
Der Italienische Laubfrosch wird in der Roten Liste gefährdeter Arten der IUCN als nicht gefährdet („Least Concern“) eingestuft, weil er über ein relativ großes Verbreitungsgebiet verfügt, eine größere Anpassungsfähigkeit gegenüber Lebensraumveränderungen sowie eine verhältnismäßig große Gesamtpopulation angenommen wird.
Regional gilt die Art aber durchaus als bedroht; in der Schweiz wird sie beispielsweise als stark gefährdet („endangered“) eingestuft. Die Hauptgefährdung geht von einem zunehmenden Lebensraumverlust und Verunreinigung der Gewässer, vor allem durch Agrochemikalien, aus.

## Belege
1. ↑  Axel Kwet: Reptilien und Amphibien Europas. Franckh’sche Verlagsbuchhandlung, Stuttgart 2005, ISBN 3-440-10237-8, S. 89.
2. ↑  
C. Dufresnes, G. Mazepa, N. Rodrigues, A. Brelsford, S. N. Litvinchuk, R. Sermier, G. Lavanchy, C. Betto-Colliard, O. Blaser, A. Borzée, E. Cavoto, G. Fabre, K. Ghali, C. Grossen, A. Horn, J. Leuenberger, B. C. Phillips, P. A. Saunders, R. Savary, T. Maddalena, M. Stöck, S. Dubey, D. Canestrelli, D. L. Jeffries: Genomic evidence for cryptic speciation in tree frogs from the Apennine Peninsula, with description of Hyla perrini sp. nov. In: Frontiers in Ecology and Evolution. Band 6, Oktober 2018, S. 144. doi:10.3389/fevo.2018.00144
3. ↑  
J. Speybroeck, W. Beukema, C. Dufresnes, U. Fritz, D. Jablonski, P. Lymberakis, Í. Martínez-Solano, E. Razzetti, M. Vamberger, M. Vences, J. Vörös & P.-A. Crochet: Species list of the European herpetofauna—2020 update by the Taxonomic Committee of the Societas Europaea Herpetologica. Amphibia-Reptilia, 41, 2020, S. 139–189. doi:10.1163/15685381-bja10010.
4. 1 2  Hyla intermedia in der Roten Liste gefährdeter Arten der IUCN 2009. Eingestellt von: Andreone, F., Schmidt, B. & Vogrin, M., 2008.
5. ↑  Rote Liste der Amphibien und Reptilien der Schweiz, wiedergegeben bei www.amphibienschutz.de.